# وینیفرد واگنر
وینیفرد واگنر (۲۳ ژوئن ۱۸۹۷ - ۵ مارس ۱۹۸۰) زنی انگلیسی‌تبار و همسر زیگفرید واگنر، پسر ریشارد واگنر بود.
او از ۱۹۳۰ تا ۱۹۴۵ یکی از سران مؤثر خانوادهٔ واگنر و دوست صمیمی پیشوای رایش سوم، آدولف هیتلر بود.